# Bronisław Gimpel
Bronisław Gimpel (ur. 29 stycznia 1911 we Lwowie, zm. 1 maja 1979 w Los Angeles) – polsko-amerykański skrzypek i pedagog muzyczny żydowskiego pochodzenia.

## Życiorys
Rozpoczął naukę gry na fortepianie i skrzypcach w domu w wieku pięciu lat. W wieku ośmiu lat był uczniem Maurycego Wolfsthala w Konserwatorium Lwowskim. Po roku 1922 uczył się w Konserwatorium Wiedeńskim u Roberta Pollacka.
W wieku czternastu lat wystąpił z koncertem skrzypcowym Karla Goldmarka z Filharmonikami Wiedeńskimi. W następnym roku odbył tourneé po Włoszech, gdzie wystąpił przed królem Wiktorem Emanuelem III i papieżem Piusem XI. Umożliwiono mu grę na skrzypcach Guarneriego. Grał też nad grobem Paganiniego.
Koncertował też w innych krajach Europy oraz w Ameryce Południowej. W Konserwatorium Berlińskim doskonalił swoje umiejętności u Carla Flescha. Został zaangażowany na kierowniczych stanowiskach w Królewcu i Göteborgu.
W roku 1937 wyjechał do Stanów Zjednoczonych. W Los Angeles został koncertmistrzem orkiestry Los Angeles Philharmonic. W latach 1942–1945 służył w armii amerykańskiej. Po wojnie koncertował w Europie, do roku 1963 grał partię pierwszych skrzypiec w warszawskim kwintecie fortepianowym, stworzonym przez Władysława Szpilmana.
W latach 1959 i 1960 prowadził kursy mistrzowskie w Akademii Muzycznej w Karlsruhe. Od 1967 był profesorem University of Connecticut, od 1973 został profesorem Royal Northern College of Music w Manchesterze.
Jego starszy brat, Jakub Gimpel (1906–1989) był pianistą i autorem muzyki filmowej.